# Jary (Pologne)
Pour les articles homonymes, voir Jary.
Jary est une localité polonaise de la gmina d'Oborniki Śląskie, située dans le powiat de Trzebnica en voïvodie de Basse-Silésie.